# Арлийн Соркин
Арлийн Соркин (на английски: Arleen Sorkin) (родена на 14 октомври 1955 г.) е американска актриса, а също сценарист и комик. Позната е с ролята си на Калиопи Джоунс в сапунената опера „Дните на нашия живот“, както и като гласа на Харли Куин в „Батман: Анимационният сериал“.